# 阿努阿
阿努阿（英語：Anua）是美屬薩摩亞圖圖伊拉島的一座村莊。它靠近美屬薩摩亞首府帕果帕果，位於帕果帕果港海岸。
根據2010年美國人口普查的數據顯示，阿努阿被評為美屬薩摩亞人均收入最高（34,322美元）和家庭收入中位數最高（131,250美元）的村莊。女性與男性居民的比例為14%女性和86%男性。
阿努阿道路北側有幾家雜貨店、速食店、娛樂中心和兩個加油站。這些設施主要為附近罐頭廠的工人提供服務。